# Paola Malatesta
Paola Malatesta, född 1393, död 1453, var dam av Mantua 1410-1433 och sedan markisinna av Mantua 1433-1444, gift 18 januari 1410 med Gianfrancesco I Gonzaga, herr och sedan markis av Mantua. 
Hon var makens politiska rådgivare och var Mantuas regent vid flera tillfällen under hans frånvaro. Hon avslöjade år 1414 en komplott mot makens liv. Efter detta gjorde han henne till sin främsta rådgivare och gav henne ansvaret för Mantua som sin regent och representant så snart han var frånvarande. 